# Das Leben Gebrauchsanweisung

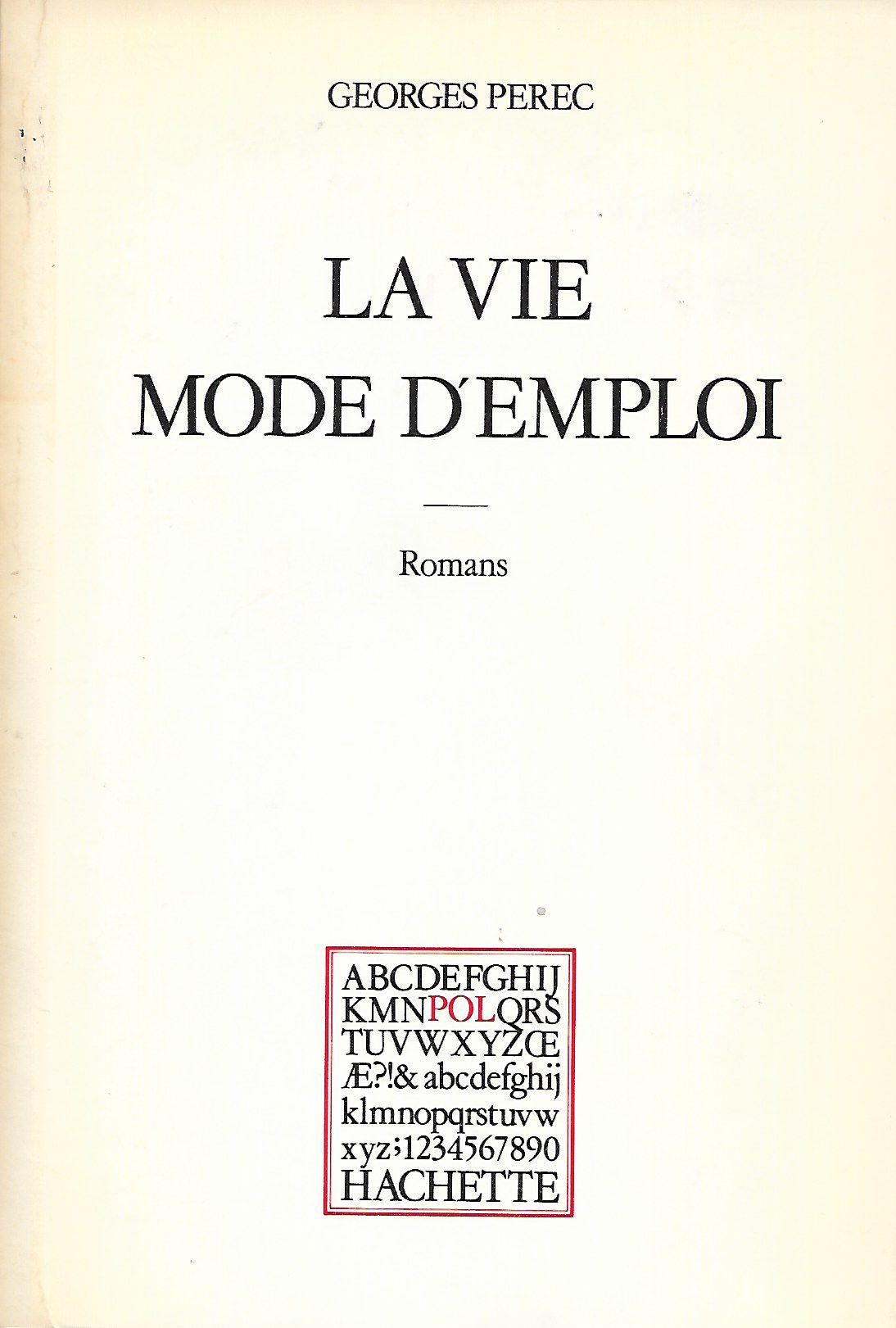
Das Buchcover der Originalausgabe

Das Leben Gebrauchsanweisung (La Vie mode d’emploi) ist ein als Meisterwerk angesehener Roman des Schriftstellers Georges Perec, der 1978 in Frankreich und 1982 auf Deutsch, übersetzt von Eugen Helmlé, erschien.

## Allgemeines
Der Roman besteht aus sechs Teilen, deren Kapitel von 1–99 durchgehend nummeriert sind. Dem Text vorangestellt ist folgendes Zitat aus dem Roman Michel Strogoff von Jules Verne: „Schau mit beiden Augen, schau“. Darauf folgt eine Einleitung und auf den Romantext folgt ein Epilog. Ein Anhang, bestehend aus einem Personen- und Sachregister, dem Verzeichnis: „Chronologische Anhaltspunkte“, dem Verzeichnis: „Erinnerung an einige der in diesem Werk erzählten Geschichten“, einem Post-Scriptum und einem Inhaltsverzeichnis beschließt das Buch, das in der deutschen Ausgabe 894 Seiten umfasst.
Oberflächlich gesehen beschreiben die 99 Kapitel ein Haus, seine Räume, seine aktuellen und ehemaligen Bewohner und unterschiedlich ausführliche Teile ihrer Lebensgeschichten an einer fiktiven Pariser Adresse, Rue Simon-Crubellier 11. Die meist nur wenige Seiten langen Kapitel bieten jeweils abschnittweise Beschreibungen der verschiedenen Räume der Wohnungen und ihrer Bewohner, des Treppenhauses oder der Kellerräume. Die Kapitel sind so angeordnet, dass sie ein Bild des Springerproblems beim Schach ergeben. Dargestellt werden auch die Verflechtungen der Bewohner untereinander.

## Inhalt
Obwohl von diesem Roman, der im Untertitel auch die Bezeichnung „Romane“ trägt, gesagt wird, dass man ihn entweder in der traditionellen Weise von Anfang bis Ende, aber auch ausgehend von jedem x-beliebigen Punkt lesen könne, gibt es, paradoxerweise, eine Art Zentrum des Geschehens.
In diesem Zentrum steht der sehr wohlhabende Hausbewohner, der Engländer Bartlebooth mit seinem Lebensplan, der sich über 50 Jahre erstreckt. Davon verwendet er die ersten zehn darauf, die Kunst der Aquarellmalerei bei dem Maler und Hausmitbewohner Valène zu lernen. Im Anschluss daran begibt sich Bartlebooth auf eine 20 Jahre andauernde Weltreise, vorbereitet von seinem treuen Butler Smautf, der ihn auch begleitet. In dieser Zeit malt er 500 Aquarelle von Hafenansichten. Die Aquarelle werden nach der Fertigstellung nach Paris in die Rue Simon-Crubellier 11 geschickt, wo sie von Gaspard Winckler auf Holz aufgezogen und zu komplizierten Puzzles verarbeitet werden. Von seiner Reise zurückgekehrt, wird Bartlebooth die Puzzles wieder zusammenfügen. Jedes fertig gelegte Puzzle wird dann von einem weiteren Mitbewohner, Georges Morellet, mittels einer besonderen Klebelösung wieder so fest zusammengefügt, dass das Holz entfernt werden kann und das ursprüngliche Aquarell wieder entstanden ist. Im Anschluss daran wird das Aquarell in seinen Entstehungshafen zurückgeführt, wo es genau 20 Jahre nach dem Tag seiner Entstehung in Seewasser getaucht und somit ausgelöscht wird. Zurück bleiben im Papier nur kaum sichtbare Spuren, die die Aufteilung und das Zusammenfügen hinterlassen haben, und das Papier wird an Bartlebooth zurückgeschickt. Dessen Absicht, von 50 Jahren Anstrengungen keine Spur zu hinterlassen, wird dadurch vereitelt, dass Wincklers Puzzles immer schwieriger werden und dass Bartlebooth mit zunehmendem Alter immer schlechter sieht, bis er schließlich erblindet. Als Bartlebooth am 23. Juni 1975 stirbt, hinkt er seinem Zeitplan 16 Monate hinterher. Er stirbt bei der Vollendung des 439. Puzzles, ein Puzzlestück mit W-Form in der Hand, wobei das einzige noch fehlende Teil des Puzzles die „fast vollkommene Silhouette eines X“ zeichnet.

## Ausgaben
Französisch
- La Vie mode d'emploi. Romans (spätere Aufl.: z. T. mit Komma zwischen Vie und mode) Hachette, Paris 1978 ISBN 2-01-005490-3; und öfter (insges. 7 Aufl. bis 2004) Jüngste: France loisirs, Paris 2004 ISBN 2-7441-7494-7.
  - Cahier des Charges de La Vie mode d'emploi Hg. Hans Hartje u. a. (frz.) CNRS Editions, 2003: ISBN 2-271-05087-1 & Zulma, Paris 1995: ISBN 2-84304-205-4 & 2003: ISBN 2-909031-32-2, (Perecs Listen, in denen er festlegte, welche Einzelheiten in den einzelnen Räumen systematisch vorkommen) siehe auch unter Weblinks.
- La vie mode d'emploi. Parcours puzzle (Theateraufführung frz.) Mise en scène de Michaël Lonsdale; texte de G. Pérec; adaptation de René Farabet; dramaturgie de René Farabet; lumières de Paul de Larminat; avec Jean Bollery, René Farabet, Bernadette Le Saché. 42e Festival d'Avignon, 1988

Deutsch
- Das Leben Gebrauchsanweisung. 1. Auflage 1982, Zweitausendeins, ISBN 3-86150-911-3 bis 2009: 7 Auflagen. 7. Auflage als Taschenbuch, ISBN 978-3-86150-911-0.
  - Die 3. Auflage, Nov. 1982, 11.–15. Tausend, im limitierten, mit Band und Siegel versehenem Karton, enthält ein Puzzle
  - Die 4. Aufl. (2002) enthält ein Puzzle (eine von Perec stammende Idee) und ein Beiheft des Übersetzers, mit zus. Materialien, u. a. Auszüge aus einem Gespräch Perecs mit Gabriel Simony über DLG in Deutsch
- Das Leben. Gebrauchsanweisung. Rowohlt, Reinbek bei Hamburg 1991, ISBN 3-499-40078-2.

Andere
- Niederländisch: Het leven een gebruiksaanwijzing. Übers. Edu Berger. De Arbeiderspers, Amsterdam 2006 (Reihe: Modern klassiek)
- Englisch: Life. A User's Manual. (Fictions.) Übers. David Bellos, mehrere Aufl. zwischen 1985 und 2000

## Weitere Verwendung von Motiven aus DLG
- Searching for rue Simon-Crubellier: Multimediales Projekt über die fiktive rue Simon-Crubellier, in der das Haus steht. Das Projekt möchte sich der Frage nähern: Kann etwas Irreales dadurch real werden, dass man danach sucht? (engl.) Mit Hilfe von Marcel Bénabou von Oulipo.
- Marcel Bénabou, L'Appentis revisté (dt. Der Verschlag, Edition Plasma, Berlin 1991): Verwundert darüber, dass Perecs Buch „nur 99 Kapitel hat, anstelle der hundert, die ich erwartet hatte“,[1] verfasste Bénabou das „fehlende Kapitel“ selbst. Darin beschreibt er einen winzigen Anbau der Rue Simon-Crubellier 11 – einen fensterlosen Abstellraum, der an das Atelier des Malers Hutting anschließt, jedoch auf keinem Grundriss eingezeichnet ist und hinter einem Trompe-l’œil verborgen wurde. Neben Franz Hutting (aus DLG, „Elftes Kapitel: Das Atelier Huttings, 1“ etc.), tauchen in Bénabous Text weitere Figuren und Motive von Perec auf, u. a. Anton Voyl aus Anton Voyls Fortgang, Bérengère de Bremen-Brevent aus Les Revenentes (dt. dee weedergenger), Andras MacAdam aus What a man !, sowie Heinrich Kürz’ Kunstsammlung aus Ein Kunstkabinett.
- Andreas Winterer: Cosmo Pollite Schwarten, Kühbach 2000 ISBN 3-929303-15-9, nennt in seinem Pseudo-Krimi-Blödelbuch ein Kap.: „Planet Cellulite, Rue Simon-Crubellier No. 11“. Das Puzzle wird sozusagen immer größer.